# Liste der Biografien/Davr
Liste der Biografien |
Portal Biografien |
Personensuche
# |
A |
B |
C |
D |
E |
F |
G |
H |
I |
J |
K |
L |
M |
N |
O |
P |
Q |
R |
S |
T |
U |
V |
W |
X |
Y |
Z |
?
 
Da |
Db |
Dc |
Dd |
De |
Dg |
Dh |
Di |
Dj |
Dk |
Dl |
Dm |
Dn |
Do |
Dq |
Dr |
Ds |
Du |
Dv |
Dw |
Dy |
Dz
 
Daa |
Dab |
Dac |
Dad |
Dae |
Daf |
Dag |
Dah |
Dai |
Daj |
Dak |
Dal |
Dam |
Dan |
Dao |
Dap |
Daq |
Dar |
Das |
Dat |
Dau |
Dav |
Daw |
Dax |
Day |
Daz
 
Dava |
Davd |
Dave |
Davi |
Davl |
Davo |
Davr |
Davs |
Davu |
Davy
Die Liste der Biografien führt alle Personen auf, die in der deutschsprachigen Wikipedia einen Artikel haben. Dieses ist eine Teilliste mit 10 Einträgen von Personen, deren Namen mit den Buchstaben „Davr“ beginnt.

## Davr

### Davra
- Davrak, Baki (* 1971), deutscher Schauspieler türkischer Abstammung
- Davras, Timuçin (1928–2014), türkischer deutschsprachiger Lyriker
- d’Avray, David (* 1952), britischer Historiker
- Davray, Dominique (1919–1998), französische Schauspielerin

### Davri
- Davrichewy, Irakli de (* 1940), französischer Jazztrompeter und Bandleader des Traditional Jazz
- Davrichewy, Kéthévane (* 1965), französische Schriftstellerin
- Davrieux, Ariel, uruguayischer Politiker
- Davringhausen, Heinrich Maria (1894–1970), deutscher Maler der Neuen Sachlichkeit

### Davro
- Davronov, Alibek (* 2002), usbekischer Fußballspieler
- Davronova, Sharifa (* 2006), usbekische Leichtathletin